# Bộ Thương mại và Lao động Hoa Kỳ
Bộ Thương mại và Lao động Hoa Kỳ (United States Department of Commerce and Labor) từng là một bộ cấp nội các của Chính phủ liên bang Hoa Kỳ nhưng tồn tại ngắn hạn. Bộ có trách nhiệm liên quan đến thương mại, công nghiệp và lao động.
Nó được thành lập vào ngày 14 tháng 2 năm 1903. Sau cùng bộ được đổi tên thành Bộ Thương mại Hoa Kỳ ngày 4 tháng 3 năm 1913. Các văn phòng và cơ quan đặc trách về lao động được thuyên chuyển sang bộ mới thành lập là Bộ Lao động Hoa Kỳ.
Bộ trưởng Thương mại và Lao động là người đứng đầu bộ. Bộ trưởng là thành viên trong nội các của Tổng thống Hoa Kỳ.
| Thứ tự | Bộ trưởng           | Thời gian phục vụ                         | Dưới thời tổng thống |
| ------ | ------------------- | ----------------------------------------- | -------------------- |
| 1      | George B. Cortelyou | 18 tháng 2 năm 1903 – 30 tháng 6 năm 1904 | Theodore Roosevelt   |
| 2      | Victor H. Metcalf   | 1 tháng 7 năm 1904 – 16 tháng 12 năm 1906 | Theodore Roosevelt   |
| 3      | Oscar S. Straus     | 17 tháng 12 năm 1906 – 5 tháng 3 năm 1909 | Theodore Roosevelt   |
| 4      | Charles Nagel       | 6 tháng 3 năm 1909–4 tháng 3 năm 1913     | William Howard Taft  |